# Meister der Planetenfolge
Als Meister der Planetenfolge oder Meister der Planetenserie wird ein Plakettenkünstler bezeichnet, der um 1550 in Nürnberg tätig war. Der namentlich nicht bekannte Künstler erhielt seinen Notnamen nach kleinen Hochreliefs aus Blei, die Allegorien der Planeten Saturn, Merkur und Mars darstellen. Diese befinden sich in der Skulpturensammlung Staatlichen Museen zu Berlin.
Werke (Auswahl)
- Der Planet Saturn (rundes Hochrelief, Blei)
- Der Planet Merkur (rundes Hochrelief, Blei)
- Der Planet Mars [?] (rundes Hochrelief, Blei)
- Herkules und Antäus (rundes Hochrelief, Blei)
- Herkules mit dem nemeischen Löwen (rundes Hochrelief, Blei)

Der Kupferstecher, der als „Meister der Planetenfolge“ bezeichnet wurde, war laut dem Nürnberger Künstlerlexikon im 15. Jahrhundert aktiv. Möglicherweise ist dies der als „Meister der Planetenfolge des Hausbuches“ bezeichnete Künstler, der als Zeichner, Radierer und Kupferstecher einer der Meister des Hausbuches war.
Der Plakettenkünstler war laut Ernst Friedrich Bange erst in der 2. Hälfte des 16. Jahrhunderts in Nürnberg aktiv.